# Jane Fonda
Mary Jane Seymour Fonda (Manhattan, Nueva York, 21 de diciembre de 1937) es una actriz y  activista política estadounidense. A lo largo de una carrera de seis décadas, ha trabajado como escritora, editora de libros y es también autora de una famosa saga de videos de aeróbic. Ganadora de dos premios Óscar a la mejor actriz, entre muchos otros premios, es reconocida como una leyenda viva del séptimo arte.
Hija del actor Henry Fonda, saltó a la fama en la década de 1960 al protagonizar películas de éxito como Barbarella y Cat Ballou, y a lo largo de su carrera ha enlazado muchas actuaciones reconocidas por la crítica, como Klute, Julia, El regreso, Danzad, danzad, malditos, El síndrome de China, La jauría humana, On Golden Pond, Cómo eliminar a su jefe y Gringo viejo. Ha ganado dos premios Óscar (de siete nominaciones), cuatro Globos de Oro, dos premios BAFTA y un premio Emmy. En 1991 anunció su retiro del cine, aunque regresó a la interpretación catorce años más tarde con la comedia La madre del novio (Monster in Law, 2005) y posteriormente ha participado en otros filmes de éxito como The Butler (El mayordomo) y Youth (La juventud). También ha producido y publicado varios vídeos de ejercicios físicos entre los años 1982 y 1985. Fue uno de los grandes mitos eróticos de los años 1960 y 1970.
Fonda ha apoyado varias causas civiles y políticas. Se manifestó en contra de la guerra de Vietnam, así como de la guerra de Irak. Se ha descrito a sí misma como una persona liberal y feminista. En 2005 publicó su autobiografía, que se convirtió en un éxito de ventas y crítica. Fue arrestada el 11 de octubre de 2019, por su protesta en el Capitolio sobre el cambio climático.

## Primeros años y familia

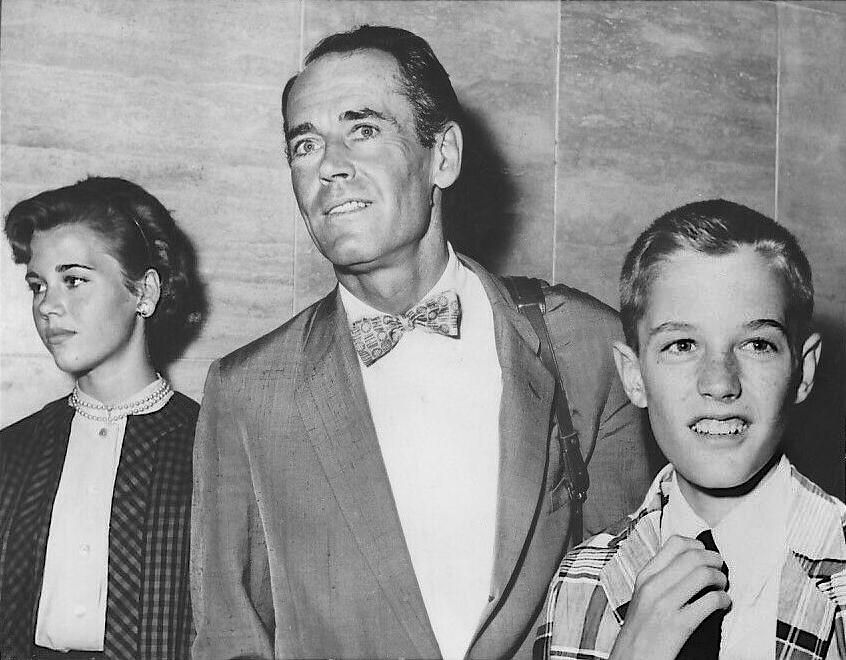
Jane Fonda con su padre Henry Fonda y su hermano Peter Fonda (1955, July).

Hija del actor Henry Fonda y de Frances Ford Seymour, su padre tenía ancestros holandeses, aunque eran originarios de Italia, de donde huyeron por ser partidarios de la reforma protestante, emigrando luego a una aldea indígena mohawk, Fonda (Nueva York), a la que dieron su nombre. Su madre era una socialité canadiense con ancestros ingleses. Aparentemente, el nombre de Jane está inspirado por lady Jane Seymour (tercera esposa de Enrique VIII de Inglaterra), pariente lejana por parte de su madre. 
Su hermano, Peter Fonda (1940-2019), y su sobrina Bridget Fonda (nacida en 1964), también son actores. Tiene una hermanastra mayor, Frances Brokaw, así como una hermana adoptada, Ari Fishman, quien nació en 1953.
Se educó en el internado femenino Emma Willard, situado en Troy (Nueva York), y luego en una prestigiosa universidad para mujeres (pertenecía a las Siete Escuelas Hermanas, equivalentes a la Ivy Leage masculina), el Vassar College. Desde esa época padeció una persistente bulimia, con episodios de anorexia, que logró esconder a sus parientes. Trabajó después como modelo para pagarse las clases de interpretación en el Actors Studio con Lee Strasberg, y asimiló el método Stanislavski, que su padre Henry Fonda desaprobaba.

Mi padre despreciaba profundamente las clases de arte dramático en general y el método de Strasberg en particular. Estaba convencido de que el arte de la interpretación no se podía enseñar y el método le parecía una patraña autocomplaciente de la que se valían los malos actores para creerse interesantes y profundos...

En la primavera de 1959, el director Joshua Logan, tras hacerle una prueba de interpretación, decidió contratarla por diez mil dólares anuales y lanzarla al mercado con una versión cinematográfica de una pieza estrenada en Broadway, Me casaré contigo, que iba a protagonizar junto a Anthony Perkins y se iba a rodar para la Warner Bros.

## Carrera

### Años sesenta
Fonda debutó en el cine en 1960 con la película Tall Story (Me casaré contigo), bajo la dirección de Joshua Logan. Allí desempeña el papel de una estudiante que mantiene un romance con un jugador de baloncesto, interpretado por Anthony Perkins. Después se inició en el teatro profesional con una atrevida pieza (que trataba sobre una mujer violada) comprada por Logan, There Was a Little Girl, estrenada en Broadway. Aunque la obra era mediocre, la interpretación de Jane Fonda le valió el premio del New York Drama Critics' Circle "a la actriz de teatro más prometedora del año". Lo siguiente fueron dos películas, Period of Adjustment (Reajuste matrimonial) y Walk on the Wild Side (La gata negra), ambas estrenadas en 1962. En esta última, dirigida por Edward Dmytryk y protagonizada por Barbara Stanwyck, Fonda desempeña el papel de una prostituta en Nueva Orleáns, gracias al cual recibió el premio Globo de Oro a la nueva actriz del año. Trataba por vez primera en Hollywood el tema del lesbianismo y, según sus propias palabras, era "un sombrío relato de la generación del Crack del 29".
En 1963, Fonda empezó viajar con frecuencia a París, donde residió seis años. Trabó amistad con la actriz Simone Signoret, quien la introdujo en los círculos izquierdistas y el compromiso político. Allí conoció al director de cine Roger Vadim, con quien contrajo matrimonio en 1965 y con quien tuvo una hija, Vanessa Vadim. Apareció en la película Sunday in New York (Un domingo en Nueva York), y recibe críticas mixtas; el periódico Newsday la describe como "la más encantadora joven actriz", mientras que la revista Harvard Lampoon la nombra como "la peor actriz del año". Tras rodar con Alain Delon en Francia Los felinos (1964) dirigida por el veterano René Clément, en 1965 protagonizó junto a Lee Marvin la comedia Cat Ballou (La ingenua explosiva). La película alcanzó un gran éxito de crítica y público, y se convirtió en una de las más taquilleras de ese año. Después de Cat Ballou, la actriz intervino en el drama La jauría humana, dentro de un extenso reparto con Marlon Brando, Angie Dickinson y un joven Robert Redford, y también trabajó en las comedias cinematográficas Any Wednesday (Cualquier miércoles), de 1966, y en la comedia Barefoot in the Park (Descalzos por el parque, 1967), donde volvió a colaborar con Robert Redford.
En 1968, Fonda desempeñó el papel principal de la producción franco-italiana de ciencia ficción Barbarella, de Roger Vadim, que se convirtió en un símbolo sexual a nivel internacional. En el mismo año protagonizó el drama de Sydney Pollack They Shoot Horses, Don't They? (Danzad, danzad, malditos o El baile interminable); donde comparte escena con Gig Young, Red Buttons, Bonnie Bedelia y Bruce Dern. Su interpretación recibió una gran acogida por parte de la crítica de cine y vale su primera nominación al premio Óscar por mejor actriz. A finales de esa década, recibió la oferta de protagonizar los largometrajes Rosemary's Baby (La semilla del diablo) y Bonnie y Clyde, pero rechazó ambas propuestas.

### Años setenta
En 1971, protagoniza junto a Donald Sutherland la película Klute (Mi pasado me condena), donde vuelve a interpretar el papel de una prostituta. Su actuación es bien recibida por la crítica; gana el Óscar a la mejor actriz y el Globo de Oro a la mejor actriz de drama. También recibe una nominación al premio BAFTA como mejor actriz. En 1972 actúa junto a Yves Montand en la película Tout va bien (Todo va bien), donde es dirigida por Jean-Luc Godard y Jean-Pierre Gorin. Sus siguientes películas son solo fracasos comerciales, como Steelyard Blues (Material americano) de 1973; especialmente sonado es el batacazo de la fantasía infantil The Blue Bird (El pájaro azul, 1976), dirigida por George Cukor y donde Fonda trabajó con Ava Gardner y Elizabeth Taylor.
A través de su propia compañía de cine, IPC Films, Fonda produce una serie de películas con las que vuelve al frente de la escena internacional. En 1977 protagoniza dos películas: la comedia Fun with Dick and Jane (Roba sin mirar a quién), de la cual se rodaría un remake con Jim Carrey; y el drama Julia, donde Fonda tiene por compañera a Vanessa Redgrave. Por esta última, gana el Globo de Oro a la mejor actriz de drama y es nominada al Óscar a la mejor actriz; premio que gana Redgrave. 
Luego participa en dos filmes de denuncia que alcanzan el éxito: El regreso (o Regreso sin gloria), alegato antibelicista con John Voight, y El síndrome de China, filme sobre un accidente nuclear con Jack Lemmon y Michael Douglas.

### Años ochenta
En 1980, protagoniza la comedia Nine to Five junto a Lily Tomlin y Dolly Parton. La película tiene una gran acogida por parte de la crítica y logra ser una de las de mayor éxito comercial de ese año. Después, la actriz y su padre, Henry Fonda, adquieren los derechos de la obra de teatro On Golden Pond (En el estanque dorado) con el fin de llevarla al cine. La película, que cuenta además con la actuación de Katharine Hepburn, le proporciona al actor su único premio Óscar en la categoría de mejor actor. En la entrega de dichos galardones, es Jane quien lo recibe en nombre de su padre ya que él no se encuentra en buenas condiciones de salud para asistir al evento. Él muere cinco meses después.
Fonda interpreta a la doctora Martha Livingston en el polémico largometraje Agnes de Dios, de 1984. En 1987 consigue una nueva nominación al premio Óscar como mejor actriz por interpretar a una mujer alcohólica en el thriller A la mañana siguiente, galardón que finalmente no gana. A finales de la década de 1980, aparece en Gringo viejo junto a Gregory Peck. En 1990 protagoniza el drama romántico Stanley & Iris (Cartas a Iris) junto a Robert De Niro.
Como curiosidad, tuvo el honor y el cargo de ser la copresentadora de la gala de los Premios Óscar dos veces: en 1977, junto con los actores Warren Beatty, Ellen Burstyn y Richard Pryor; y en 1986, junto con Alan Alda y Robin Williams.

### Retiro y reaparición

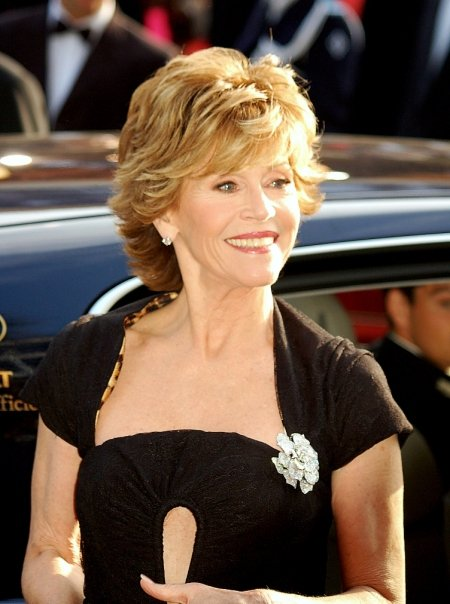
Fonda en el Festival Internacional de Cine de Cannes en 2007.

En 1991, después de trabajar durante más de tres décadas como actriz, Fonda anuncia su retiro de la industria cinematográfica. Sin embargo, regresa a la actuación en 2005 con la película cómica Monster-in-Law (La madre del novio), junto a Jennifer Lopez; tuvo un gran éxito comercial, aunque no recibió buenas críticas. En 2007 apareció en la película del cineasta Garry Marshall, Georgia Rule. Allí comparte escena con Felicity Huffman y Lindsay Lohan.
Se rumoreó que había comprado los derechos para un remake de Mujeres al borde de un ataque de nervios, el gran éxito de Pedro Almodóvar, que podría contar con Julia Roberts y otras estrellas, pero no ha trascendido nada de este proyecto. En 2009 se dijo que se grabaría una adaptación en formato teleserie, sin Jane Fonda, y finalmente el argumento fue adaptado al teatro.
En los últimos años Jane Fonda ha incrementado su presencia en el cine. Encarnó a Nancy Reagan en The Butler (El mayordomo), participó en la comedia This Is Where I Leave You (Ahí os quedáis) y también ha tenido un papel en la multipremiada Youth (La juventud) de Paolo Sorrentino, codeándose con Michael Caine y Harvey Keitel.
Su película más reciente es Krakens y las sirenas de 2023 producida por Dremsworks''.
En junio de 2024 se anunció que recibiría  a lo largo de 2025 su estrella en el paseo de la fama de Hollywood, junto a David Beckham,Prince, Green Day y demás celebridades.

## Política yaerobic
Durante la década de 1960, Jane Fonda se dedicó al activismo político en apoyo al movimiento por los derechos civiles y a la oposición a la guerra del Vietnam. Apoyó la ocupación de la isla de Alcatraz lo que fue visto como un intento de llamar la atención por los temas de los nativos americanos. Debido a su feroz oposición a la guerra del Vietnam, durante años ha sido conocida con el sobrenombre de "Hanoi Jane", tras ser fotografiada sentada sobre un cañón antiaéreo norvietnamita en una visita a Hanói en 1972. Durante esa época fue incluida en la lista negra de Hollywood. 
En 1988 participó en la franja televisiva del plebiscito por el «No» en Chile, opción opositora a la dictadura y a la continuidad de Augusto Pinochet al mando del país.
Durante muchos años también ha sido partidaria de las causas feministas, pero del mismo modo fue uno de los primeros iconos estadounidenses en promover el cuidado del cuerpo mediante la práctica de ejercicio en casa. Difundió el aeróbic, editando videos sobre rutinas de ejercicios, y todavía actualmente promociona productos de belleza para la mujer mayor. Todavía en la actualidad, con 80 años de edad, mantiene una figura esbelta que luce con vistosos atuendos, por lo cual es reconocida como una de las estrellas más elegantes. Pero también ha protestado contra la guerra de Irak y la violencia contra las mujeres, y se describe a sí misma como feminista y activista ambiental. En 2005, junto con Robin Morgan y Gloria Steinem, cofundó el Women's Media Center, una organización que trabaja para amplificar las voces de las mujeres en los medios a través de la promoción en los medios, la capacitación, el empoderamiento y el liderazgo, creando además contenido original. Fonda es miembro de la junta directiva de la organización.
En 2019, comenzó unos "Fire Drill Fridays", donde se dedica a protestar frente al Capitolio de los Estados Unidos para intentar evitar lo peor de la crisis climática. Por ello, ha sido arrestada cuatro viernes seguidos.

## Vida personal

### Matrimonios
Jane Fonda ha estado casada tres veces. Primero con el director francés Roger Vadim, desde 1965 hasta 1973, y con el que tuvo una hija llamada Vanessa. Después se casó con Tom Hayden (1973 - 1990), quien fue un activista social y político, muy conocido por su participación en los movimientos antiguerra y en los de los derechos civiles de los años 1960. Tras su separación, se casó con el magnate de los medios Ted Turner (1991-2001).

### Enfermedad
El 2 de septiembre de 2022, a través de un comunicado, informó de que le han diagnosticado un Linfoma no Hodgking, el cual se está haciendo tratar con quimioterapia.

## Filmografía

### Cine
| Año  | Película                                                                  | Personaje                                                 | Otros datos                                                                      |
| ---- | ------------------------------------------------------------------------- | --------------------------------------------------------- | -------------------------------------------------------------------------------- |
| 1960 | Tall Story                                                                | June Ryder                                                |                                                                                  |
| 1962 | Walk on the Wild Side                                                     | Kitty Twist                                               |                                                                                  |
| 1962 | The Chapman Report                                                        | Kathleen Barclay                                          |                                                                                  |
| 1962 | Period of Adjustment                                                      | Isabel Haverstick                                         | - Nominada al Globo de Oro                                                       |
| 1962 |                                                                           | - Ganó el Globo de Oro a la mejor Nueva Estrella - Actriz |                                                                                  |
| 1963 | In the Cool of the Day                                                    | Christine Bonner                                          |                                                                                  |
| 1963 | Sunday in New York                                                        | Eileen Tyler                                              |                                                                                  |
| 1964 | Les félins (Joy House, The Love Cage)                                     | Melinda                                                   |                                                                                  |
| 1964 | La ronde, de Roger Vadim                                                  | Sophie                                                    |                                                                                  |
| 1965 | Cat Ballou                                                                | Catherine 'Cat' Ballou                                    | - Nominada al Golden Globe                                                       |
| 1966 | The Chase                                                                 | Anna Reeves                                               |                                                                                  |
| 1966 | La curée, de Roger Vadim                                                  | Renee Saccard                                             |                                                                                  |
| 1966 | Any Wednesday                                                             | Ellen Gordon                                              | - Nominada al Globo de Oro                                                       |
| 1967 | Hurry Sundown                                                             | Julie Ann Warren                                          |                                                                                  |
| 1967 | Descalzos por el parque                                                   | Corie Bratter                                             | - Nominada al Premio BAFTA                                                       |
| 1968 | Histoires extraordinaries, de Federico Fellini, Roger Vadim y Louis Malle | Condesa Frederica                                         |                                                                                  |
| 1968 | Barbarella                                                                | Barbarella                                                |                                                                                  |
| 1969 | They Shoot Horses, Don't They?                                            | Gloria Beatty                                             | - Nominada al Premio BAFTA - Nominada al Globo de Oro - Nominada al Premio Óscar |
| 1971 | Klute                                                                     | Bree Daniels                                              | - Ganó el Premio Óscar - Ganó el Globo de Oro - Nominada al Premio BAFTA         |
| 1972 | Tout va bien                                                              | Suzanne                                                   |                                                                                  |
| 1973 | Steelyard Blues                                                           | Iris Caine                                                |                                                                                  |
| 1973 | A Doll's House                                                            | Nora Helmer                                               |                                                                                  |
| 1976 | The Blue Bird                                                             | The Night                                                 |                                                                                  |
| 1977 | Fun with Dick and Jane                                                    | Jane Harper                                               |                                                                                  |
| 1977 | Julia                                                                     | Lillian Hellman                                           | - Ganó el Premio BAFTA - Ganó el Globo de Oro - Nominada al Premio Óscar         |
| 1978 | Coming Home                                                               | Sally Hyde                                                | - Ganó el Premio Óscar                                                           |
| 1978 | Comes a Horseman                                                          | Ella Connors                                              |                                                                                  |
| 1978 | California Suite                                                          | Hannah Warren                                             |                                                                                  |
| 1979 | El síndrome de China                                                      | Kimberly Wells                                            | - Ganó el Premio BAFTA - Nominada al Golden Globe - Nominada al Premio Óscar     |
| 1979 | The Electric Horseman                                                     | Alice 'Hallie' Martin                                     |                                                                                  |
| 1980 | Nine to Five                                                              | Judy Bernly                                               |                                                                                  |
| 1981 | On Golden Pond                                                            | Chelsea Thayer Wayne                                      | - Nominada al Premio BAFTA - Nominada al Golden Globe - Nominada al Premio Óscar |
| 1981 | Rollover                                                                  | Lee Winters                                               |                                                                                  |
| 1984 | The Dollmaker                                                             | Gertie Nevels                                             | - Ganó el Premio Emmy                                                            |
| 1985 | Agnes of God                                                              | Dra. Martha Livingston                                    |                                                                                  |
| 1986 | The Morning After                                                         | Alex Sternbergen                                          | - Nominada al Premio Óscar                                                       |
| 1989 | Old Gringo                                                                | Harriet Winslow                                           |                                                                                  |
| 1990 | Stanley & Iris                                                            | Iris Estelle King                                         |                                                                                  |
| 2002 | Searching for Debra Winger                                                | Herself                                                   |                                                                                  |
| 2003 | V-Day: Until the Violence Stops                                           | Herself                                                   |                                                                                  |
| 2004 | Tell Them Who You Are                                                     | Ella misma                                                |                                                                                  |
| 2005 | Monster-in-Law                                                            | Viola Fields                                              |                                                                                  |
| 2007 | Georgia Rule                                                              | Georgia                                                   |                                                                                  |
| 2011 | Et si on vivait tous ensemble?                                            | Jeanne                                                    |                                                                                  |
| 2011 | Peace, Love, & Misunderstanding                                           | Grace                                                     |                                                                                  |
| 2013 | The Butler                                                                | Nancy Reagan                                              |                                                                                  |
| 2014 | Better Living Through Chemistry                                           | Jane Fonda                                                |                                                                                  |
| 2014 | This Is Where I Leave You                                                 | Hillary Altman                                            |                                                                                  |
| 2015 | Youth                                                                     | Brenda Morel                                              |                                                                                  |
| 2015 | Fathers and Daughters                                                     | Teddy Stanton                                             |                                                                                  |
| 2017 | Nosotros en la noche                                                      | Addie Moore                                               | Original de Netflix                                                              |
| 2018 | Book Club                                                                 | Vivian                                                    |                                                                                  |
| 2022 | Moving On                                                                 | Claire                                                    |                                                                                  |
| 2023 | 80 for Brady                                                              | Trish                                                     |                                                                                  |
| 2023 | Book Club: The Next Chapter                                               | Vivian                                                    |                                                                                  |

### Televisión
| Año       | Serie                          | Personaje            | Otros datos                                              |
| --------- | ------------------------------ | -------------------- | -------------------------------------------------------- |
| 1961      | A String of Beads              | Gloria Winters       | Telefilm                                                 |
| 1982      | 9 to 5                         | O'Neil               | Episodio: "The Security Guard"                           |
| 1984      | The Dollmaker                  | Gertie Nevels        | Telefilm                                                 |
| 2012–2014 | The Newsroom                   | Leona Lansing        | 10 episodios                                             |
| 2014      | The Simpsons                   | Maxine Lombard (voz) | Episodio: "Opposites A-Frack"                            |
| 2015–2022 | Grace & Frankie                | Grace                | 94 episodios                                             |
| 2016      | Elena and the Secret of Avalor | Shuriki (voz)        | Telefilm                                                 |
| 2017–2020 | Elena of Avalor                | Shuriki (voz)        | 10 episodios                                             |
| 2020      | The Ellen DeGeneres Show       | Ella misma           | Episodio: "January 17, 2020"                             |
| 2020      | Who Wants to Be a Millionaire? | Ella misma           | Episodio: "Nikki Glasser, Jane Fonda & Anthony Anderson" |
| 2020      | Make It Work!                  | Ella misma           | Especial televisivo                                      |

### Otros
2018-Documental biográfico: Jane Fonda in Five Acts

## Premios y nominaciones

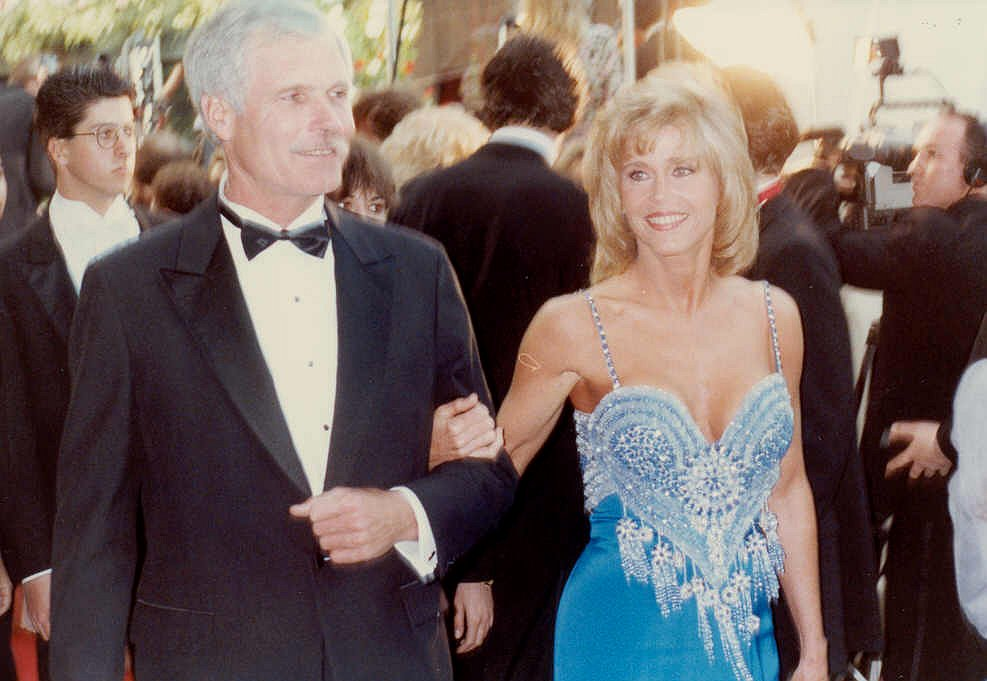
Jane Fonda junto a Ted Turner.

Premios Óscar
| Año  | Categoría               | Película                       | Resultado |
| ---- | ----------------------- | ------------------------------ | --------- |
| 1969 | Mejor actriz            | They Shoot Horses, Don't They? | Nominada  |
| 1972 | Mejor actriz            | Klute                          | Ganadora  |
| 1978 | Mejor actriz            | Julia                          | Nominada  |
| 1979 | Mejor actriz            | Coming Home                    | Ganadora  |
| 1980 | Mejor actriz            | El síndrome de China           | Nominada  |
| 1982 | Mejor actriz de reparto | En el estanque dorado          | Nominada  |
| 1987 | Mejor actriz            | The Morning After              | Nominada  |

Premios BAFTA
| Año  | Categoría               | Película                       | Resultado |
| ---- | ----------------------- | ------------------------------ | --------- |
| 1968 | Mejor actriz extranjera | Barefoot in the Park           | Nominada  |
| 1971 | Mejor actriz            | They Shoot Horses, Don't They? | Nominada  |
| 1972 | Mejor actriz            | Klute                          | Nominada  |
| 1979 | Mejor actriz            | Julia                          | Ganadora  |
| 1980 | Mejor actriz            | El síndrome de China           | Ganadora  |
| 1983 | Mejor actriz de reparto | On Golden Pond                 | Nominada  |

Premios Globos de Oro
| Año                 | Categoría                            | Película                       | Resultado |
| Cine                | Cine                                 | Cine                           | Cine      |
| ------------------- | ------------------------------------ | ------------------------------ | --------- |
| 1962                | Nueva estrella del año - Actriz      | Tall story                     | Ganadora  |
| 1963                | Mejor actriz - Comedia o musical     | Period of Adjustment           | Nominada  |
| 1966                | Mejor actriz - Comedia o musical     | Cat Ballou                     | Nominada  |
| 1967                | Mejor actriz - Comedia o musical     | Any Wednesday                  | Nominada  |
| 1970                | Mejor actriz - Drama                 | They Shoot Horses, Don't They? | Nominada  |
| 1972                | Mejor actriz - Drama                 | Klute                          | Ganadora  |
| 1978                | Mejor actriz - Drama                 | Julia                          | Ganadora  |
| 1979                | Mejor actriz - Drama                 | Coming Home                    | Ganadora  |
| 1980                | Mejor actriz - Drama                 | El síndrome de China           | Nominada  |
| 1982                | Mejor actriz de reparto              | On Golden Pond                 | Nominada  |
| 2016                | Mejor actriz de reparto              | Youth                          | Nominada  |
| 2021                | Premio Cecil B.DeMille               |                                | Ganadora  |
| Televisión          |                                      |                                |           |
| 1985                | Mejor actriz - Miniserie o telefilme | The Dollmaker                  | Nominada  |
| Premios Honoríficos |                                      |                                |           |
| 1973                | Premio Henrietta                     | —                              | Ganadora  |
| 1979                | Premio Henrietta                     | —                              | Ganadora  |
| 1980                | Premio Henrietta                     | —                              | Ganadora  |

Premios Primetime Emmy
| Año  | Categoría                               | Trabajo       | Resultado |
| ---- | --------------------------------------- | ------------- | --------- |
| 1984 | Mejor actriz - Miniserie o telefilme    | The Dollmaker | Ganadora  |
| 2013 | Mejor actriz invitada - Serie dramática | The Newsroom  | Nominada  |
| 2014 | Mejor actriz invitada - Serie dramática | The Newsroom  | Nominada  |

### Otros premios
2017-León de Oro del Festival Internacional de Cine de Venecia.
2018-Premio de Honor The Environmental Media Association (EMA)
2018-Premio de honor del Festival Lumière de Lyon.

## Autobiografía

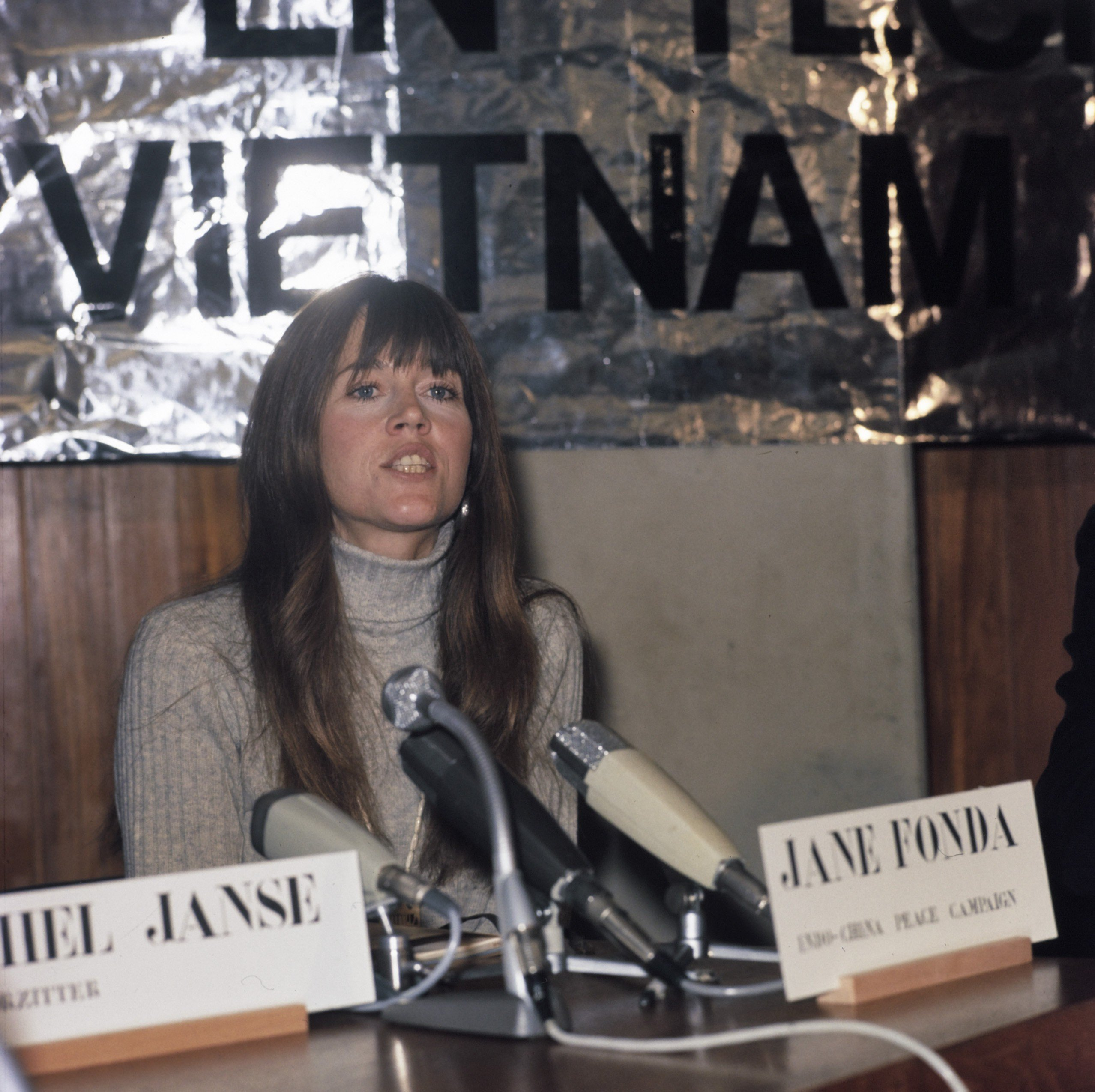
Jane Fonda en su etapa de activismo político en apoyo al movimiento por los derechos civiles y en contra de la guerra de Vietnam, 1975.

En 2005, Fonda puso a la venta su autobiografía, My Life So Far. El libro describe su vida como una serie de tres actos, cada uno de 30 años de duración, y declara que su tercer acto ha sido para ella el más significante, en gran parte debido a su devoción a Cristo, y esto determinará las cosas por lo que ella será recordada. Fonda también dice que su autobiografía muestra que «ella es algo más que lo que América le conoce».
Su autobiografía ha recibido las alabanzas de Los Angeles Times, The New York Times, y bastantes más periódicos. Fonda ha mantenido eventos para firmar ejemplares por todos los Estados Unidos desde que publicó su libro.